# Emine Muslı Kadınefendi
Emine Muslı Kadınefendi (1699 – 2. srpna 1750) byla devátou konkubínou osmanského sultána Ahmeda III.

## Mládí
Emine se narodila v roce 1699 v Soči v Rusku. Měla dvě starší sestry a mladšího bratra. V dětství se učila hrát na piano a harfu.
Když jí bylo 11 let, byla odvedena do Istanbulu, kde se o ni ve starém paláci starala Saliha Sultan. Sultán Ahmed III. navštívil starý palác v roce 1713, kdy během Ramadánu chtěl navštívit své neteře. Když se s Emine poprvé setkal, bylo jí čtrnáct let. Ihned byla přijata jako konkubína do jeho harému. V roce 1714 se s ní oženil a udělil jí titul sultánky, tudíž mohla využívat během celé vlády svého manžela vysoce postavené funkce.

## Život v paláci a charita
Emine si užívala během vlády svého manžela nově získaného statusu. Měla krásné oči a dlouhé řasy. V roce 1715 nechala na bazaaru v Istanbulu zřídit pekárnu. V roce 1718 porodila první dítě, dceru Ayşe Sultan, ta byla později třikrát provdána, vždy za velkovezíra. Během druhého manželství své dcery hrála i důležitou roli v politice. V roce 1728 porodila druhou dceru, Zübeyde Sultan.
Emine během svého života nechala postavit několik pekáren, knihoven a nadací v různých koutech říše. V roce 1742 otevřela odpočinkový dům pro cestovatele. Nastřádala nesmírné bohatství, které darovala lidem v nouzi. Byla popisována jako empatická a dobrotivá žena.

## Rodina
Spolu se sultánem Ahmedem III. zplodila 2 dcery:
- Ayşe Sultan (1718 – 3. října 1776), provdala se celkem třikrát, měla jednu dceru Rukiye
- Zübeyde Sultan (28. března 1728 – 4. června 1756), provdala se dvakrát, neměla žádné děti